# Girart de Vienne

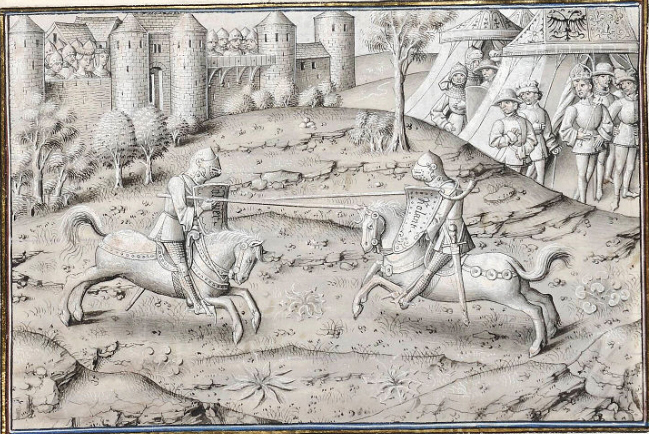
Le duel du duc Roland et d'Olivier de Vienne (David Aubert, Conquestes et croniques de Charlemaine, volume 15. Pays-Bas méridionaux, vers 1458-1474)

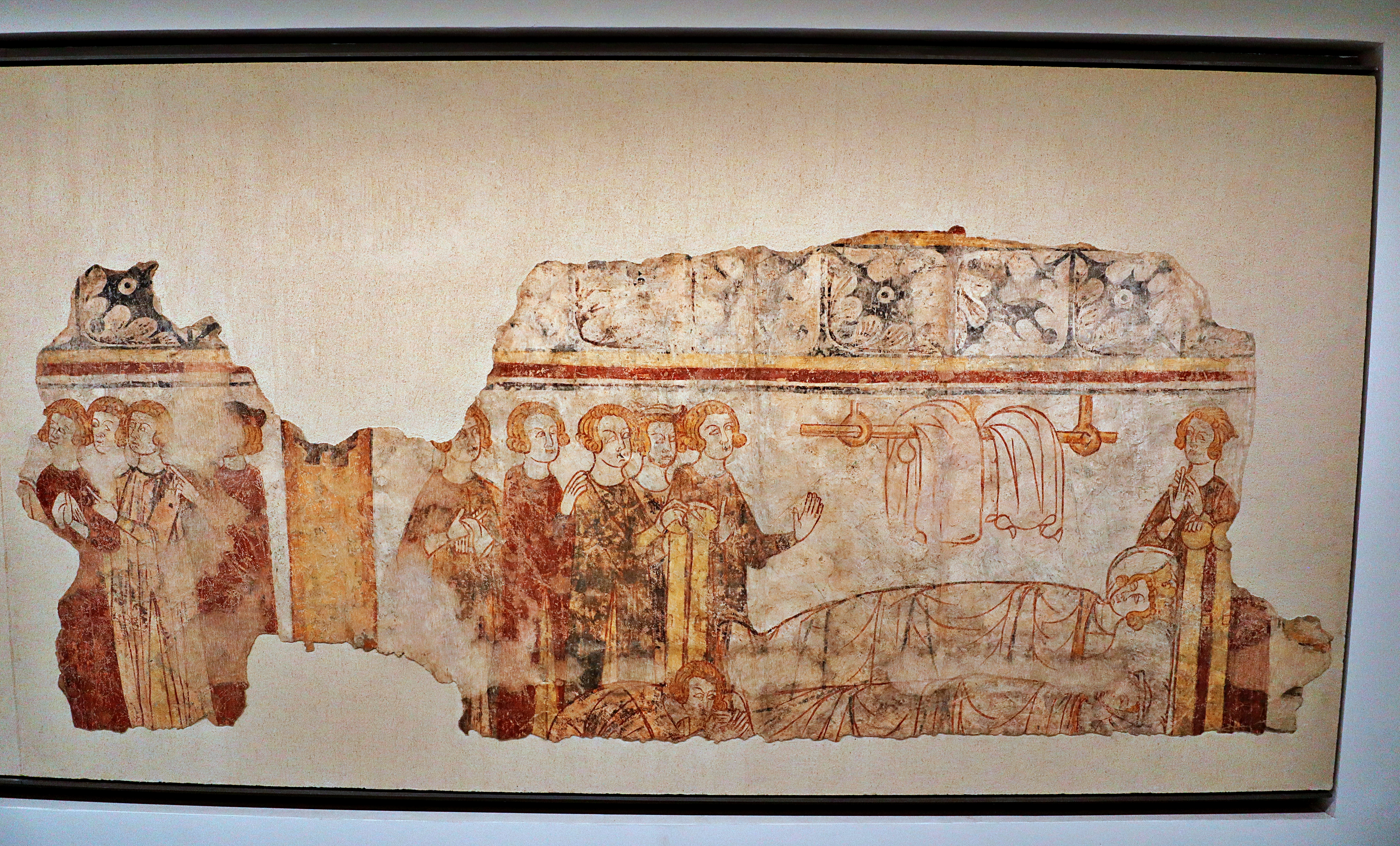
Girard, trompé par l'impératrice alors qu'il rend hommage à Charles. Peintures murales de Cruet, Musée Savoisien.

Girart de Vienne, composé par Bertrand de Bar-sur-Aube, est une chanson de geste en partie fondée sur le personnage historique Gérard II de Paris. Cette chanson de geste de la fin du XIIe siècle ou du début du XIIIe siècle contient plus de 6000 décasyllabes, et appartient au cycle de Guillaume d'Orange. Elle est inspirée de la geste de Garin de Monglane (ou Monglaive). 
Elle relate, de manière romanesque, le conflit concernant la possession du Comté de Vienne, opposant Gérard II de Paris au roi Charles le Chauve. Au début, chacun des quatre fils de Garin de Monglane-Hernaut, Girart, et Renier-Milon entre en possession d'un fief (Renier devient le père d'Olivier). Mais le fils de Hernaut, Aymeri, devient enragé quand il entend l'impératrice se vanter de la façon dont elle avait jadis humilié son oncle Girart, et il incite les frères à la bataille. Pour tenter de mettre fin à la guerre, Olivier est dépêché contre Roland, le neveu de l'empereur, pour combattre en duel à la porte de Vienne. Aucun des deux ne l'emporte, et quand vient la nuit, un ange dit aux deux héros de sauvegarder leur force pour lutter contre les infidèles Mahométans. Les deux se jurent l'un à l'autre une amitié éternelle. Roland tombe amoureux de la sœur d'Olivier, la belle Aude. Girart se réconcilie avec son empereur, le mariage de Roland et Aude peut avoir lieu, puis un messager annonce l'arrivée des Sarrasins en Gascogne.
D'après l'historien de l'art Térence Le Deschault de Monredon, cette geste aurait été représentée sur les peintures murales de la maison forte de Cruet en Savoie au début du XIVe siècle. Ces dernières sont aujourd'hui présentées au Musée Savoisien. 

### Manuscrits médiévaux et leur éditions et traductions modernes complètes
- Girart de Viane, Londres, British Library, Fonds Harley, 1321, f. 4r-38v, fin du XIIIe siècle.
- Girart de Viane, Londres, British Library, Fonds Royal, 20. B. XIX, f. 1r-39r, fin du XIIIe siècle.
  - Frederic G. Yeandle (Éditeur), Girart de Vienne, chanson de geste edited according to Ms. B. XIX. (Royal) of the British Museum, New York, Columbia University Press, 1930, VII-250 p.
  - Wolfgang van Emden (Éditeur), Girart de Vienne par Bertrand de Bar-sur-Aube, Paris, Picard, 1977, CX-407 p.
  - (en) Michael A. Newth (Traducteur), The Song of Girart of Vienne by Bertrand de Bar-sur-Aube, a twelfth-century chanson de geste, Tempe, Arizona Center for Medieval and Renaissance Studies, 1999, XXIII-200 p. (lire en ligne)
  - Bernard Guidot (Traducteur), Girart de Vienne, traduction en français moderne, Paris, H. Champion, 2006, 320 p.
- Li livres de Gyrart de Vianne et de ses freres, Londres, British Library, Fonds Royal, 20. D. XI, f. 40vc-61r, première moitié du XIVe siècle.
- Li romanz de Girard de Vianne, Paris, Bibliothèque nationale de France, Fonds français, 1374, f. 91r-132v, première moitié du XIIIe siècle, [lire en ligne]
- De Girart de Viane, Paris, Bibliothèque nationale de France, français, 1448, f. 1r-40v, milieu du XIIIe siècle, [lire en ligne].
  - Prosper Tarbé (Éditeur), Le roman de Girard de Viane par Bertrand de Bar-sur-Aube, Reims, Régnier, 1850, XXXI-208 p. (lire en ligne)
  - Gaston Armelin (Traducteur), L'épopée carlovingienne. Girard de Vienne, chanson de geste d'après le trouvère Bertrand de Bar, Paris, Flammarion, 1911, 271 p.
- Saint Andrews, University Library, PQ 1463. G78.
- Vesoul, Bibliothèque municipale Louis Garret, 232, fragment de 4 folios, première moitié du XIIIe siècle.
  - Paul Meyer, « Fragments de manuscrits français », Romania,‎ 1905, p. 429-457 (DOI DOI: 10.3406/roma.1905.5417, lire en ligne).

### Études
- Joseph Bédier, Les légendes épiques : recherches sur la formation des chansons de geste, t. 2, Paris, Édouard Champion, 1926, 477 p. (lire en ligne)
- Ferdinand Lot, « Études sur les légendes épiques françaises, II, Girart de Roussillon », Romania, vol. 52, no 207,‎ 1926, p. 257-295 (lire en ligne)
- A compléter.